# Alti
Alti est une SSII créée en 1995 dont le siège social est basé à Levallois-Perret. 
Créée en 1995 par André Bensimon et Michel Hamou, l'entreprise réalise un chiffre d'affaires consolidé de 127 millions avec 1 200 collaborateurs en 2011.
Le 28 juin 2013, l'entreprise a été rachetée par le groupe indien de services en informatique Tata Consultancy Services pour une valeur de 75 millions €.